# Фабр, Сатюрнен
Сатюрнен Фабр (фр. Saturnin Fabre; 4 апреля 1884 — 24 октября 1961) — французский киноактёр, актёр театра.

## Избранная фильмография
- Парижское развлечение[фр.] (1931) — Эктор
- Казанова[фр.] (1934) — Бинетти
- Гостиница свободного обмена[фр.] (1934) — Матьё
- Пепе ле Моко (1936) — бандит по кличке «Старик»
- Ловкачи из одиннадцатого округа[фр.] (1937) — Бурнус
- Игнатий[фр.] (1937) — барон де Орфей
- Дезире[фр.] (1937) — Адриен
- Трикош и Каколе[фр.] (1938) — месье Ван дер Пуф
- Коралловый риф (1938) — Хобсон
- Корсар[фр.] (1939)
- Клуб воздыхателей[фр.] (1941) — Кабарус
- Фантастическая ночь[фр.] (1942) — Тале
- Врата ночи (1946) — месье Сенешаль
- Микетта и её мать[фр.] (1950) — маркиз
- Именины Анриетты (1952)
- Карнавал[фр.] (1953) — доктор Каберло
- Враг общества № 1[фр.] (1953) — В. В. Стоун
- Служебная лестница (1954) — М. Делеклюз